# Спрінг-Бей (Іллінойс)
Спрінг-Бей (англ. Spring Bay) — селище (англ. village) в США, в окрузі Вудфорд штату Іллінойс. Населення — 474 особи (2020).

## Географія
Спрінг-Бей розташований за координатами 40°48′59″ пн. ш. 89°31′56″ зх. д. / 40.81639° пн. ш. 89.53222° зх. д. (40.816296, -89.532338).  За даними Бюро перепису населення США в 2010 році селище мало площу 2,96 км², з яких 2,11 км² — суходіл та 0,85 км² — водойми. В 2017 році площа становила 2,35 км², з яких 1,93 км² — суходіл та 0,42 км² — водойми.

## Демографія
Згідно з переписом 2010 року, у селищі мешкали 452 особи в 188 домогосподарствах у складі 126 родин. Густота населення становила 152 особи/км².  Було 208 помешкань (70/км²).
Расовий склад населення:
| - 96,9 % — білих - 0,2 % — корінних американців - 0,2 % — чорних або афроамериканців - 0,2 % — азіатів |

До двох чи більше рас належало 1,8 %. Частка іспаномовних становила 1,5 % від усіх жителів.
За віковим діапазоном населення розподілялося таким чином: 21,9 % — особи молодші 18 років, 62,6 % — особи у віці 18—64 років, 15,5 % — особи у віці 65 років та старші. Медіана віку мешканця становила 44,0 року. На 100 осіб жіночої статі у селищі припадало 107,3 чоловіків;  на 100 жінок у віці від 18 років та старших — 108,9 чоловіків також старших 18 років.
Середній дохід на одне домашнє господарство  становив 57 746 доларів США (медіана — 47 500), а середній дохід на одну сім'ю — 57 540 доларів (медіана — 57 143). Медіана доходів становила 43 750 доларів для чоловіків та 27 083 долари для жінок. За межею бідності перебувало 21,8 % осіб, у тому числі 38,7 % дітей у віці до 18 років та 0,0 % осіб у віці 65 років та старших.
Цивільне працевлаштоване населення становило 227 осіб. Основні галузі зайнятості: будівництво — 19,4 %, освіта, охорона здоров'я та соціальна допомога — 18,1 %, виробництво — 15,4 %, роздрібна торгівля — 12,8 %.